# جيوفاني ليوني
جيوفاني ليوني (بالإيطالية: Giovanni Leone)‏ سياسي إيطالي (3 نوفمبر 1908-9 نوفمبر 2001). تولى رئاسة الجمهورية من 1971 إلى 1978 الرئيس السادس، كما تولى رئاسة الحكومة في إيطاليا وهو رئيس الوزراء ال37 مرتين:
- من 21 يونيو إلى 4 ديسمبر 1963.
- من 24 يونيو إلى 12 ديسمبر 1968.

## روابط خارجية
- جيوفاني ليوني على موقع مونزينجر (الألمانية)